# Hexametilbenceno
El hexametilbenceno es un hidrocarburo con la fórmula molecular C12H18 y la fórmula estructural C6(CH3)6. Es un compuesto aromático y un derivado del benceno, donde los seis átomos de hidrógeno del benceno han sido reemplazados por un grupo metilo. En 1929, Kathleen Lonsdale publicó la estructura cristalina del hexametilbenceno, demostrando que el anillo central es hexagonal y plano y poniendo fin así a un debate en curso sobre los parámetros físicos del sistema del benceno. Este fue un resultado históricamente significativo, tanto para el campo de la cristalografía de rayos X como para la comprensión de la aromaticidad.
El hexametilbenceno se puede oxidar a ácido bencenohexacarboxílico, que se encuentra en la naturaleza como su sal de aluminio en el mineral raro melita. El hexametilbenceno se puede utilizar como ligando en compuestos organometálicos. Un ejemplo de la química del organorutenio muestra un cambio estructural en el ligando asociado con cambios en el estado de oxidación del centro metálico, aunque no se observa el mismo cambio en el sistema de organohierro análogo.
En 2016 se publicó la estructura cristalina del dicatión de hexametilbenceno C
6(CH
3)2+
6 en Angewandte Chemie, mostrando una estructura piramidal en la que un solo átomo de carbono tiene una interacción de enlace con otros seis átomos de carbono. Esta estructura no tenía precedentes, ya que la valencia máxima habitual del carbono es cuatro, y atrajo la atención de New Scientist, Chemical & Engineering News, y Science News. La estructura no viola la regla del octeto, ya que los enlaces carbono-carbono formados no son enlaces de dos electrones, y es pedagógicamente valiosa para ilustrar que un átomo de carbono "puede unirse directamente con más de cuatro átomos". Steven Bachrach ha demostrado que el compuesto es hipercoordinado pero no hipervalente, y también explicó su aromaticidad. La idea de describir el enlace químico en compuestos y especies químicas de esta manera a través de la lente de la química organometálica fue propuesta en 1975, poco después de la indicación C
6(CH
3)2+
6 se observó por primera vez.

## Nomenclatura y propiedades
El nombre IUPAC completo para este compuesto es 1,2,3,4,5,6-hexametilbenceno. Sin embargo, los localizadores (los números delante del nombre) son superfluos, ya que el nombre hexametilbenceno identifica de manera única una sola sustancia y, por lo tanto, es el nombre formal de la IUPAC para el compuesto. Es un compuesto aromático, con seis electrones π (que satisfacen la regla de Hückel) deslocalizados sobre un sistema planar cíclico; cada uno de los seis átomos de carbono del anillo tiene hibridación sp2 y muestra una geometría planar trigonal, mientras que cada carbono de metilo es tetraédrico con hibridación sp3, consistente con la descripción empírica de su estructura. El hexametilbenceno sólido se presenta en forma de prismas o agujas ortorrómbicas cristalinas de incoloras a blancas con un punto de fusión de 165–166 °C, un punto de ebullición de 268 °C y una densidad de 1,0630 gramo cm −3. Es insoluble en agua, pero soluble en disolventes orgánicos, incluidos el benceno y el etanol.
El hexametilbenceno a veces se denomina meliteno, un nombre derivado de la melita, un raro mineral de color miel (μέλι meli (GEN μέλιτος melitos) es la palabra griega para miel.) La melita está compuesta por una sal de aluminio hidratada del ácido bencenohexacarboxílico (ácido melítico), con fórmula Al
2[C
6(CO
2)
6]•16H
2O. El ácido melítico en sí puede derivarse del mineral, y la reducción posterior produce meliteno. Por el contrario, el meliteno puede oxidarse para formar ácido melítico:
El tratamiento del hexametilbenceno con una mezcla superelectrófila de cloruro de metilo y tricloruro de aluminio (una fuente de Me δ⊕Cl--- δ⊖AlCl3) produce el catión heptametilbenceno, uno de los primeros carbocationes que se observan directamente.

### Estructura
En 1927, Kathleen Lonsdale determinó la estructura sólida del hexametilbenceno a partir de cristales proporcionados por Christopher Kelk Ingold. Su análisis de difracción de rayos X se publicó en Nature y posteriormente se describió como "extraordinario... para esa fecha temprana". Lonsdale describió el trabajo en su libro Crystals and X-Rays, explicando que reconoció que, aunque la celda unitaria era triclínica, el patrón de difracción tenía una simetría pseudohexagonal que permitía restringir las posibilidades estructurales lo suficiente para que un enfoque de prueba y error produjera un modelo. Este trabajo demostró definitivamente que el hexametilbenceno es plano y que las distancias carbono-carbono dentro del anillo son las mismas, proporcionando evidencia crucial para comprender la naturaleza de la aromaticidad.

## Preparación
El compuesto se puede preparar haciendo reaccionar fenol con metanol a temperaturas elevadas sobre un catalizador sólido adecuado como alúmina. El mecanismo del proceso se ha estudiado ampliamente, habiéndose identificado varios intermediarios.  La trimerización de dimetilacetileno con alquino también produce hexametilbenceno en presencia de un catalizador adecuado.
En 1880, Joseph Achille Le Bel y William H. Greene informaron lo que se ha descrito como una síntesis "extraordinaria" de hexametilbenceno a partir de metanol, catalizada con cloruro de zinc en un solo recipiente. En el punto de fusión del catalizador (283 °C), la reacción tiene una energía libre de Gibbs (ΔG) de −1090 kJ mol −1 y se puede idealizar como:
15 CH
3OH → C
6(CH
3)
6 + 3 CH
4 + 15 H
2O
Le Bel y Greene racionalizaron el proceso como una reacción que implica la aromatización por condensación de unidades de metileno, formadas por deshidratación de moléculas de metanol, seguida de una metilación completa de Friedel-Crafts del anillo de benceno resultante con clorometano generado in situ. Los principales productos fueron una mezcla de hidrocarburos saturados, con hexametilbenceno como producto menor. El hexametilbenceno también se produce como un producto menor en la síntesis de alquilación de Friedel-Crafts de dureno a partir de p -xileno, y se puede producir por alquilación con buen rendimiento a partir de dureno o pentametilbenceno:
 + CH
3Cl →  + HCl
El hexametilbenceno normalmente se prepara en fase gaseosa a temperaturas elevadas sobre catalizadores sólidos. Un método temprano para preparar hexametilbenceno implicaba hacer reaccionar una mezcla de vapores de acetona y metanol sobre un catalizador de alúmina a 400 °C.  La combinación de fenoles con metanol sobre alúmina en una atmósfera de dióxido de carbono seco a 410–440 °C también produce hexametilbenceno, aunque como parte de una mezcla compleja de anisol (metoxibenceno), cresoles (metilfenoles) y otros fenoles metilados. Una preparación de Organic Syntheses, usando metanol y fenol con un catalizador de alúmina a 530 °C, da un rendimiento de aproximadamente el 66%, aunque también se ha informado de la síntesis en condiciones diferentes.
Se han investigado los mecanismos de dichas reacciones mediadas por la superficie, con el objetivo de lograr un mayor control sobre el resultado de la reacción, especialmente en la búsqueda de una orto- metilación selectiva y controlada. Se ha informado que tanto el anisol como el pentametilbenceno son intermedios en el proceso. Valentin Koptyug y sus colaboradores descubrieron que ambos isómeros de hexametilciclohexadienona (2,3,4,4,5,6- y 2,3,4,5,6,6-) son intermediarios en el proceso, que experimentan migración de metilo para formar el esqueleto carbonado de 1,2,3,4,5,6-hexametilbenceno.
La trimerización de tres moléculas de but-2-ino (dimetilacetileno) produce hexametilbenceno. La reacción es catalizada por tri-tetrahidrofuranato de trifenilcromo o por un complejo de triisobutilaluminio y tetracloruro de titanio.

## Usos

### Usos sintéticos
El hexametilbenceno se puede utilizar como ligando en compuestos organometálicos.

### Otros usos
El hexametilbenceno no tiene usos comerciales ni generalizados. Es de interés exclusivamente para la investigación química.

## Reacciones
Forma un aducto 1:1 de color amarillo-anaranjado con cloruro de picrilo, probablemente debido al apilamiento π de los sistemas aromáticos.
La oxidación con ácido trifluoroperacético o peróxido de hidrógeno produce 2,3,4,5,6,6-hexametil-2,4-ciclohexadienona:
También se ha utilizado como disolvente para espectroscopia de RMN <sup id="mwAiQ">de 3</sup> He.
Al igual que ocurre con el propio benceno, el sistema aromático rico en electrones del hexametilbenceno le permite actuar como ligando en la química organometálica. La naturaleza donadora de electrones de los grupos metilo (tanto que hay seis de ellos individualmente como que hay seis pares meta entre ellos) aumenta la basicidad del anillo central entre seis y siete órdenes de magnitud con respecto al benceno.  Se han reportado ejemplos de tales complejos para una variedad de centros metálicos, incluidos cobalto, cromo, hierro, renio, rodio, rutenio, y titanio. Los cationes conocidos de complejos sándwich de cobalto y rodio con hexametilbenceno toman la forma [M(C
6(CH
3)
6)
2] n+ (M = Co, Fe, Rh, Ru; n = 1, 2), donde el centro metálico está unido por los electrones π de las dos fracciones areno, y puede sintetizarse fácilmente a partir de sales metálicas apropiadas mediante intercambio de ligando, por ejemplo:
CoBr
2   +   2 AlBr
3   →   [Co(C
6(CH
3)
6)
2]2+
   +   2 AlBr−
4
Los complejos pueden sufrir reacciones redox. Los dicationes de rodio y cobalto sufren una reducción de un electrón con un metal activo adecuado (aluminio para el sistema de cobalto, zinc para el rodio), y las ecuaciones que describen las reacciones en el sistema de cobalto son las siguientes:
3 [Co(C
6(CH
3)
6)
2]2+
 + Al → 3 [Co(C
6(CH
3)
6)
2]+
 + Al3+

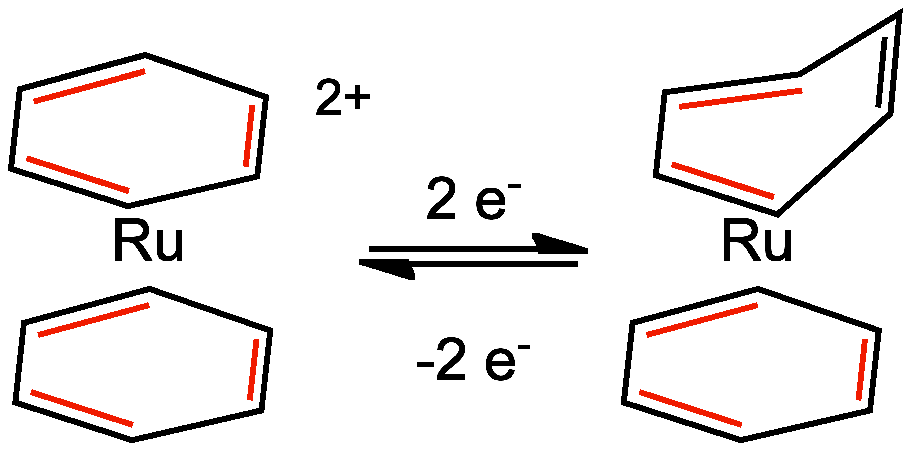
La estructura de la fracción [Ru(C_{6}(CH_{3})_{6})_{2}] ^{n+} cambia con el estado de oxidación del centro metálico
Izquierda : n = 2, [Ru^{II} (η^{6}-C_{6}(CH_{3})_{6})_{2}] ^{2+}
Derecha : n = 0, [Ru^{0} (η^{4}-C_{6}(CH_{3})_{6})(η^{6}-C_{6}(CH_{3})_{6}
Se omiten los grupos metilo para mayor claridad. Los pares de electrones involucrados en la unión carbono-rutenio están en rojo.

En el campo de la química del organorutenio, la interconversión redox de la reducción análoga de dos electrones del dicatión y su producto neutro ocurre a -1,02 V en acetonitrilo y se acompaña de un cambio estructural. La hapticidad de uno de los ligandos de hexametilbenceno cambia con el estado de oxidación del centro de rutenio, reduciéndose el dicatión [Ru(η6-C6(CH3)6)2] 2+ a [Ru(η4-C6(CH3)6)(η6-C6(CH3)6)], con el cambio estructural que permite que cada complejo cumpla con la regla de los 18 electrones y maximice la estabilidad.
El complejo de hierro (II) equivalente sufre una reducción reversible de un electrón (a −0,48 V en etanol acuoso), pero la reducción de dos electrones (a −1,46 V) es irreversible, lo que sugiere un cambio en la estructura diferente al encontrado en el sistema del rutenio.

### Dicatión

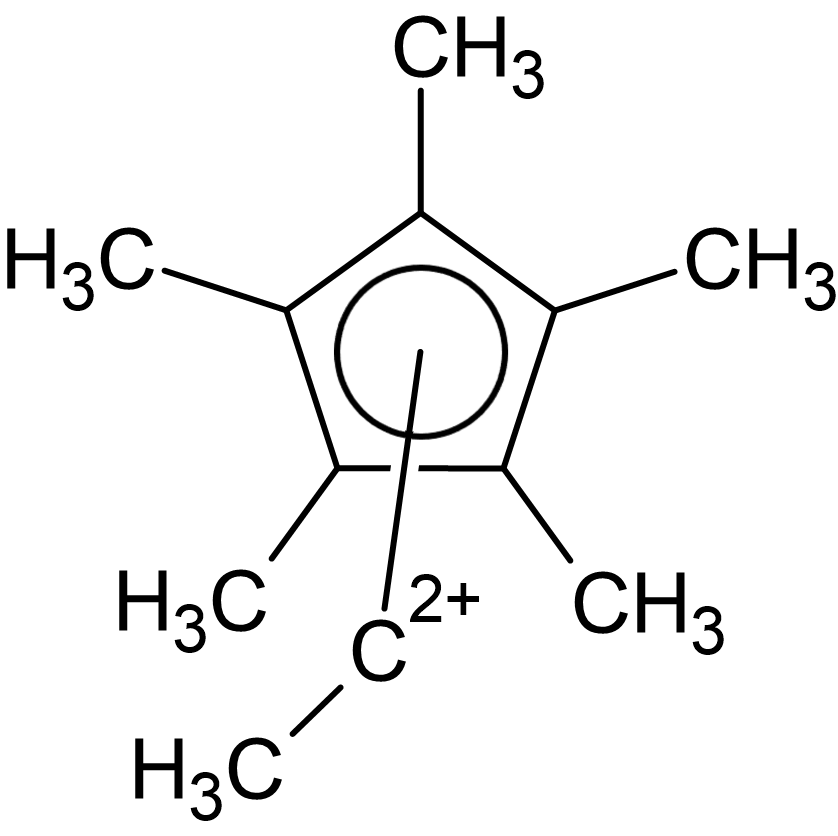
Carbocatión piramidal con composición

El aislamiento de un ion con composición C
6(CH
3)
6H+
 se publicó por primera vez a partir de investigaciones de hexametilbenceno Dewar en la década de 1960; se sugirió una estructura piramidal basada en evidencia de RMN y posteriormente se respaldó con datos de estructura cristalina desordenada. A principios de la década de 1970, el trabajo teórico dirigido por Hepke Hogeveen predijo la existencia de una dication piramidal C
6(CH
3)2+
6, y la sugerencia pronto fue apoyada por evidencia experimental. Investigación espectroscópica de la oxidación de dos electrones del benceno a temperaturas muy bajas (por debajo de 4 K) muestra que se forma una dicatión hexagonal y luego se reorganiza rápidamente en una estructura piramidal:

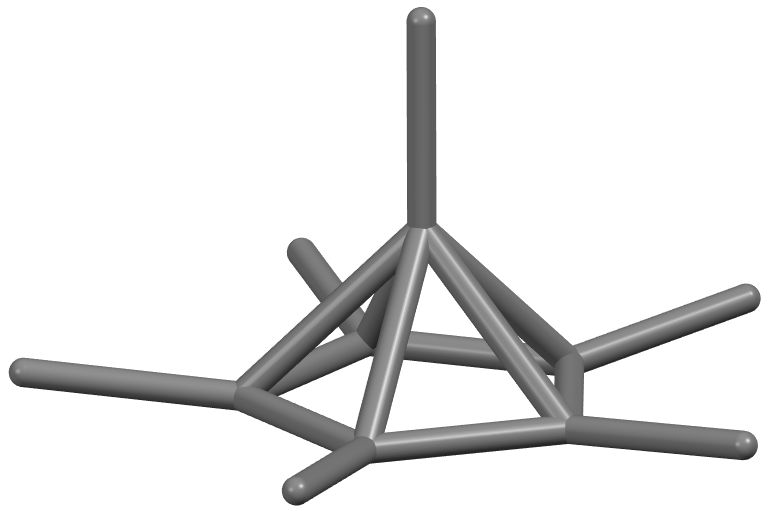
Representación tridimensional de que tiene un marco de pirámide pentagonal reorganizado

Se esperaría que la oxidación de dos electrones del hexametilbenceno diera como resultado una reorganización casi idéntica a un carbocatión piramidal, pero los intentos de sintetizarlo en masa mediante este método no han tenido éxito. Sin embargo, en 2016 se publicó una modificación del método de Hogeveen, junto con una determinación de la estructura cristalina de alta calidad de [C
6(CH
3)
6][SbF
6]
2•HSO
3F. El núcleo piramidal mide aproximadamente 1,18 ångströms altos, y cada uno de los grupos metilo en el anillo está ubicado ligeramente por encima de ese plano base para dar una geometría tetraédrica algo invertida para los carbonos de la base de la pirámide. El método de preparación implicó tratar el epóxido de hexametilbenceno con ácido mágico, que abstrae formalmente un anión de óxido (O2−
) para formar la indicación:
Aunque previamente la evidencia espectroscópica indirecta y los cálculos teóricos apuntaban a su existencia, el aislamiento y la determinación estructural de una especie con un carbono hexacoordinado unido sólo a otros átomos de carbono no tiene precedentes, y ha atraído comentarios en Chemical & Engineering News, New Scientist, Science News, y ZME Science. El átomo de carbono en la cima de la pirámide está unido a otros seis átomos, una disposición inusual ya que la valencia máxima habitual para este elemento es cuatro. La molécula es aromática y evita sobrepasar el octeto del carbono al tener sólo un total de seis electrones en los cinco enlaces entre la base de la pirámide y su vértice. Es decir, cada uno de los bordes verticales de la pirámide es solo un enlace parcial en lugar de un enlace covalente normal que tendría dos electrones compartidos entre dos átomos. Aunque el carbono superior se une a otros seis, lo hace utilizando un total de no más de ocho electrones.
La indicación, que señala los enlaces débiles que forman los bordes verticales de la pirámide, que se muestran como líneas discontinuas en la estructura, tienen un orden de enlace de Wiberg de aproximadamente 0,54; de ello se deduce que el orden de enlace total es 5 × 0,54 + 1 = 3.7 < 4, y por lo tanto la especie no es hipervalente, aunque es hipercoordinada. Las diferencias en los enlaces en la dicatión (el anillo tiene carácter aromático y los bordes verticales son enlaces parciales débiles) se reflejan en variaciones de las longitudes de los enlaces carbono-carbono: los enlaces del anillo son 1.439–1.445 Å,, los enlaces a los grupos metilo son 1.479–1.489 Å,, y los bordes verticales son 1.694–1.715 Å. Bachrach racionalizó la aromaticidad tridimensional del dicatión al considerarlo como compuesto por el anillo C
5(CH
3)+
5 como donante de cuatro electrones y coronado por el CCH+
3 fragmento, que proporciona dos electrones, para un total de seis electrones en la jaula aromática, de acuerdo con la regla de Hückel para n = 1. Desde la perspectiva de la química organometálica, las especies pueden verse como [(η5
–C
5(CH
3)
5)C(CH
3)]2+
. Esto satisface la regla del octeto al unir un centro de carbono (IV) (C4+
) a un anión aromático η 5 – pentametilciclopentadienilo (donador de seis electrones) y un anión metilo (donador de dos electrones), de manera análoga a la forma en que el monómero de organozinc en fase gaseosa [(η5
–C
5(CH
3)
5)Zn(CH
3)], que tienen los mismos ligandos unidos a un centro de zinc (II) (Zn2+
) satisface la regla de los 18 electrones en el metal.
Se ha comentado que "es muy importante que la gente se de cuenta de que, aunque nos enseñan que el carbono solo puede tener cuatro amigos, puede asociarse con más de cuatro átomos", y se ha añadido que "el carbono no forma seis enlaces en el sentido en que solemos pensar en un enlace carbono-carbono como un enlace de dos electrones". "Se trata del desafío y la posibilidad de asombrar a los químicos sobre lo que puede ser posible".